# Lehtikari (ö i Birkaland)
Lehtikari är en ö i Finland. Den ligger i sjön Kyrösjärvi och i kommunen Ikalis i den ekonomiska regionen  Nordvästra Birkalands ekonomiska region  och landskapet Birkaland, i den sydvästra delen av landet, 210 km nordväst om huvudstaden Helsingfors. Öns area är 1,1 hektar och dess största längd är 150 meter i sydöst-nordvästlig riktning.